# Víctor Arrizabalaga Salgado
Víctor Arrizabalaga Salgado (Mañaria, Vizcaya, 1957) es un pintor y escultor vasco conocido fundamentalmente por sus esculturas Pop realizadas en acero pintado.

## Biografía
Nació en Mañaria en el año 1957 y reside en Durango (Vizcaya). En el año 1980 se licenció en Ciencias Económicas y Empresariales por la Universidad del País Vasco. En el año 1990 promovió la creación del Museo de Escultura al aire libre de Durango. En 1992 creó la empresa Lanarte, especializada en la integración del arte en espacios públicos.
En el año 2015 se doctoró en Bellas Artes por la Universidad del País Vasco. Al finalizar su tesis doctoral, publicó en el año 2016 el trabajo Entre lo visible y lo invisible. El coleccionismo de arte en Vizcaya y Álava durante el siglo XX editado por la Diputación Foral de Vizcaya.
Le apasiona el fenómeno coleccionista y ha dado charlas sobre dicho tema en distintas lugares como el Museo de Arte e Historia de Durango, la Biblioteca Foral de Vizcaya, el Museo de Bellas Artes de Álava, Museo Evaristo Valle, etc.
Ha realizado trabajos de diversa índole relacionados con la crítica artística y el arte en general.
Desde el año 2018 se encuentra inmerso en el proyecto de recuperación de la cantera Angurreta, con el doble objetivo de conservar su memoria y convertirla en un espacio de arte.

## Estilo artístico
Sus comienzos fueron en la pintura y a partir del año 2012 dio un giro a su trayectoria artística e inició una nueva línea de investigación sobre la capacidad expresiva del lenguaje desde la perspectiva de la escultura. Su obra sufrió un gran cambio al renunciar al color y alcanzar una dimensión más arquitectónica y conceptual. Las letras objetualizadas se convirtieron en un instrumento para reflexionar sobre el lenguaje y su capacidad constructiva de nuevos significados.
Ha sido relacionado por la crítica con el movimiento artístico del arte pop. Sin embargo, las figuras, los materiales y los objetos cotidianos que utiliza en sus obras tienen una gran capacidad de evocación. A pesar de haber realizado obras figurativas también le ha interesado el arte constructivo y la abstracción geométrica creando series como laberintos, relieves, construcciones, etc.

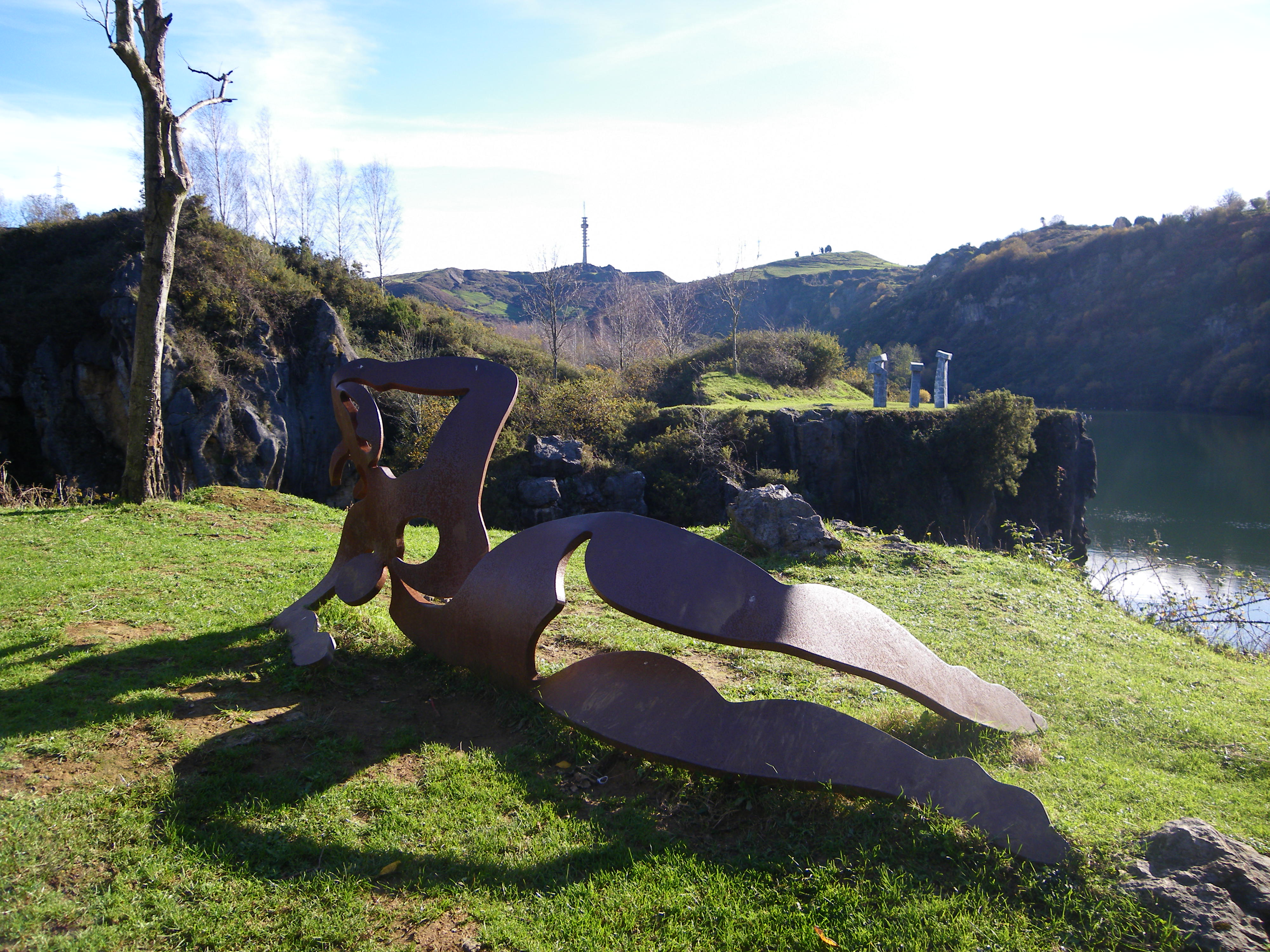
Lolita, por Víctor Arrizabalaga

Un capítulo importante de su producción artística es la relacionada con el libro como objeto escultórico, que le permitió realizar multitud de obras Pop de carácter simbólico. Ese interés por el libro como contenedor de la memoria le empujó a indagar en la tipografía de las letras y en su materialización objetual. Las letras se convirtieron en la materia prima de sus nuevas esculturas que indagan sobre la capacidad expresiva del lenguaje objetualizado. Las letras además de servir para la comunicación verbal y escrita se convierten en una herramienta escultórica que nos descubre nuevos significados y nos permite leer con la mirada.

## Obra
Su obra se compone de esculturas pop figurativas y no figurativas, esculturas negras, obra sobre papel, murales y obras de gran formato. Ha expuesto en una treintena de lugares con exposiciones individuales y colectivas. Su obra escultórica ha sido mostrada en diversos centros expositivos de España, Portugal y Bélgica, estando representado en colecciones como la ONCE, Fundación Antonio Pérez de Cuenca, Museo Evaristo Valle de Gijón, Fundación Sancho el Sabio de Vitoria, Biblioteca Foral de Vizcaya, Museo Dinastía Vivanco, Colección Juan Manuel Lumbreras- Begoña Darriba.